# Émilien de la Cogolla
Saint Émilien de la Cogolla, également connu sous le nom de Millán, né en 473 et mort en 574, est un ermite, prêtre et abbé de l'Espagne wisigothe du VIe siècle. L'Église catholique le célèbre le 12 novembre.

## Biographie
Sa Vie fut écrite par Braule de Saragosse (Braulio) qui commence ainsi : « Voici la vie et les miracles du très glorieux saint Millán, prêtre et confesseur du Christ ». Au XIIIe siècle, Gonzalo de Berceo, moine du monastère de Suso, la réactualisa en composant un poème hagiographique en partie légendaire appelé Histoire du seigneur saint Millán.
Ce berger pauvre de La Rioja, en Vieille-Castille, expérimenta dans sa vingtaine la vie ascétique auprès d'un ermite rigoureux, Félix de Bilibio (es), et lorsqu'il se sentit suffisamment inébranlable, se livra lui-même à une vie solitaire durant quatre décennies. 
Devenant réputé dans la foi et l'engagement dans la prière, il accepta de quitter sa retraite et reçut l'ordination sacerdotale des mains de l'évêque Didime de Tarazona, qui lui confia vers 542 la paroisse de Berdejo dans la province de Saragosse, ou celle de Berceo dans La Rioja, selon l'interprétation du Vergegio historique nommé par Braule de Saragosse. Il occupa cette fonction durant trois ans quand des clercs l'accusèrent de dilapider les biens ecclésiastiques, étant donné sa générosité envers les nécessiteux.
il se retira à nouveau dans une grotte avec un compagnon, fut bientôt rejoint par d'autres croyants et religieux, et même une femme nommée  Potamia (es). Il rassembla un nombre important de disciples dans une communauté monastique installée sur la montagne de la Cogolla (le Capuchon), qui devint le monastère de Suso. De son vivant déjà, les miracles dus à son intercession lui avaient valu une réputation de sainteté, et il est mort centenaire. 

## Postérité
Ses reliques se trouvent au monastère San Millán de Yuso fondé en 1050 à proximité du monastère de Suso et de la commune de San Millán de la Cogolla, dans la communauté autonome de La Rioja, sur la rive gauche de la rivière Cardenas  (es), affluent de la rivière Najerilla. Il est toujours composé d'une communauté de moines qui poursuivent la tradition initiée par l'ermite Émilien, et avant lui Félix de Bilibio.
La plus haute montagne de la province de Burgos (2 131 mètres), située dans le massif de la Demanda, est appelée pic de Saint-Millán.

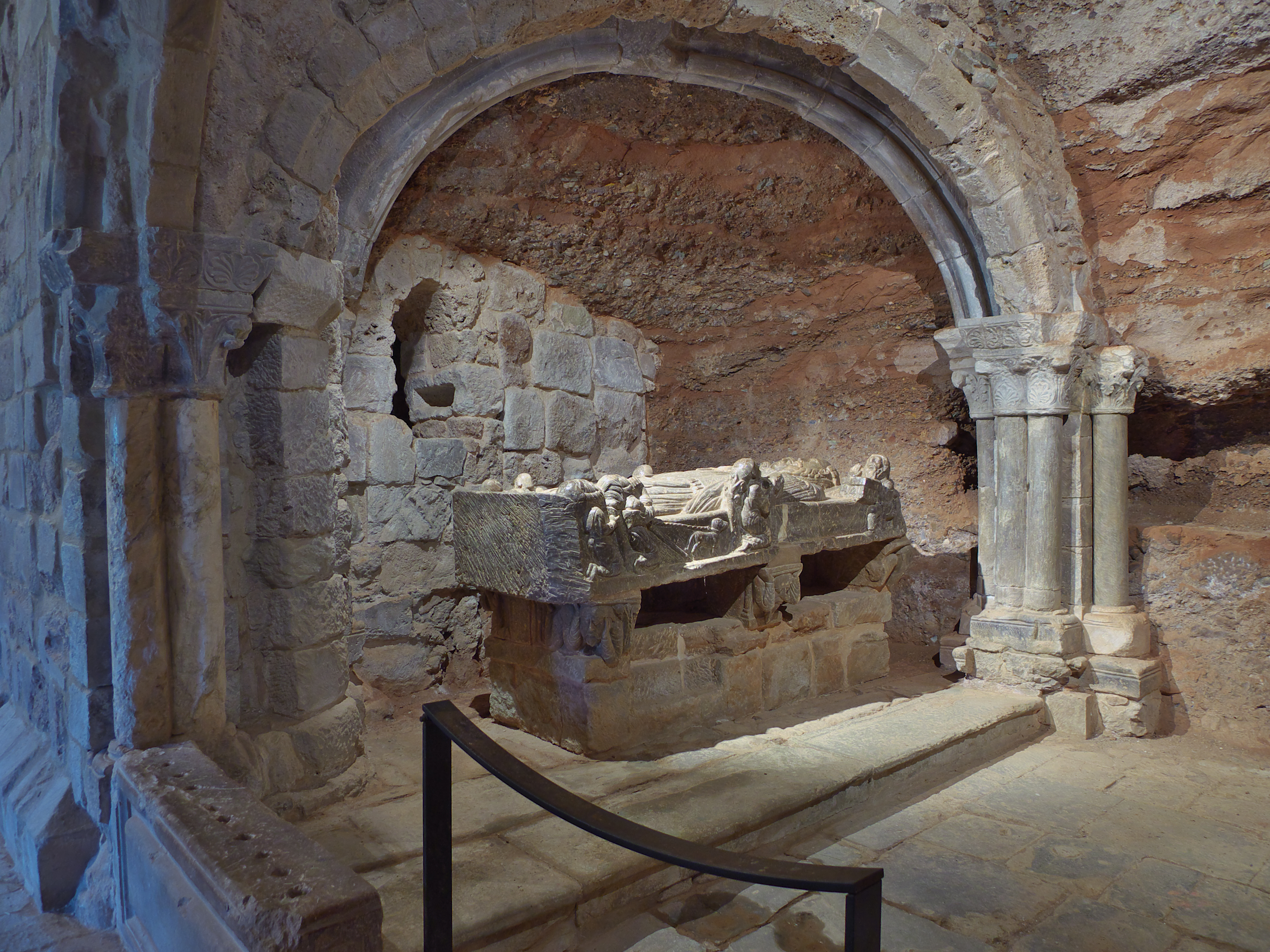
Son cénotaphe au monastère de Suso.
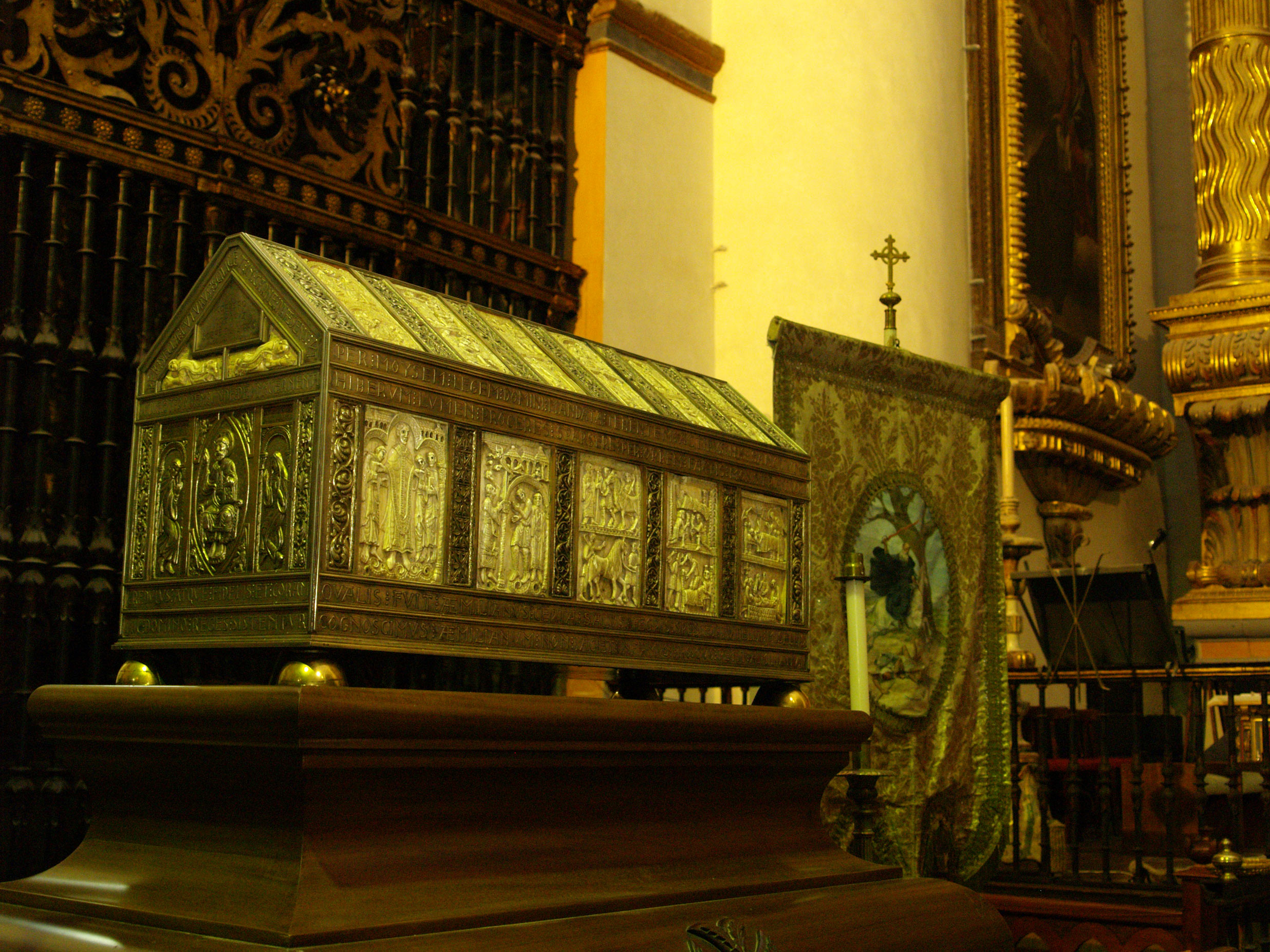
Son sépulcre au monastère de Yuso.
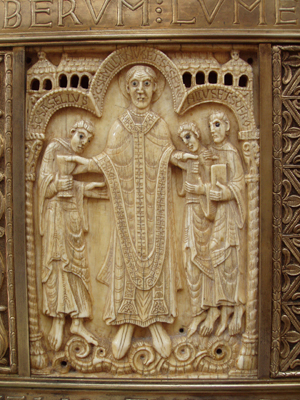
Saint Millán avec ses disciples, ivoire (XIe siècle), détail du sépulcre, monastère de Yuso.

## Iconographie
Il est représenté dans de nombreuses églises comme berger, ermite, moine bénédictin ou prêtre diocésain. Sur les ivoires du sépulcre-reliquaire, il apparaît sous la forme d'un berger ou d'un prêtre vénérable guérissant les malades ou affrontant avec succès le Malin. 
L'iconographie devenue à la mode à l'époque baroque est celle du saint matamore.

### En saint matamore

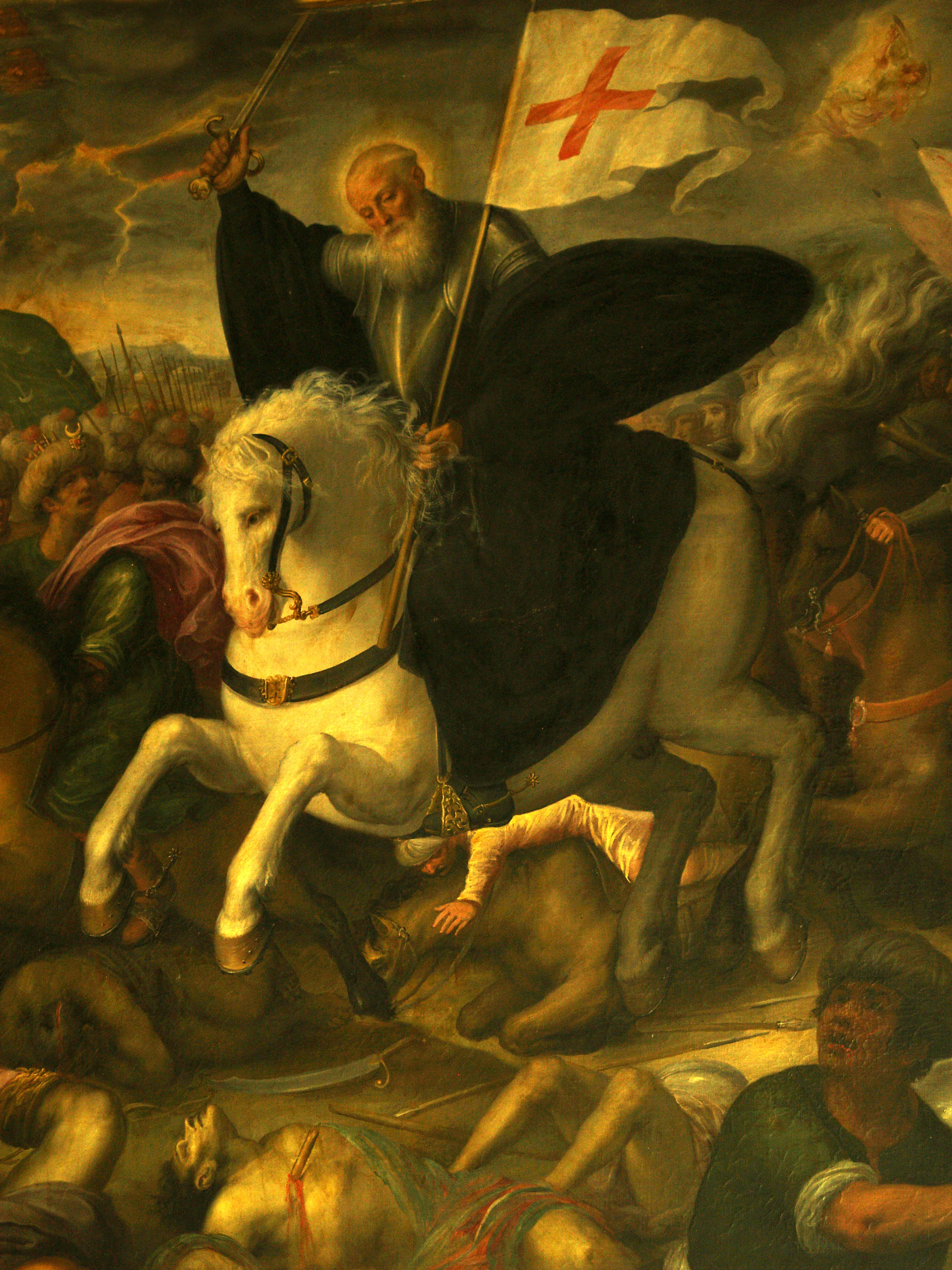
Saint Millán à la bataille de Simancas (XVII), monastère de Yuso.

À la bataille de Simancas, en 939, Ramire II de León, Ferdinand González de Castille et García IV de Navarre affrontèrent Abd al-Rahman III. D'après la légende, Émilien et Jacques le Majeur seraient apparus au milieu de la bataille montés sur des chevaux, en saints matamores (de l'espagnol matamoros : tueurs de Maures), pour aider les chrétiens qui l'ont effectivement remportés. Les Castillans et les Navarrais en firent leurs saints patrons, s'engageant à leur rendre des hommages annuels et des contributions pour leur monastères. 
C'est dans ce contexte que, dans son poème attribué à saint Émilien, Gonzalo de Berceo rajouta à la bataille de Simancas celle de Hacinas qui n'est pas historiquement reconnue. En parallèle, c'est un autre poème épique écrit en  cuaderna vía (es) consacré à Ferdinand González de Castille, composé sans doute par un moine du monastère de San Pedro de Arlanza (es) (Burgos).  
Après l'unification des royaumes de Castille et León, le patronage de saint Jacques a prévalu sur celui de saint Émilien, bien que les Castillans aient continué à le considérer comme patron. Au fil du temps, cependant, il a été oublié. Dans certains anciens missels, ils étaient tous deux mentionnés comme patrons de la Castille et, par extension, de toute l'Espagne.

### Articles liés
- Saint Jacques Matamore (en)
- Croix de saint Millán  (es)